# Teptiar
Teptiar (rus: тептяри, de vegades transcrit teptyar) és un etnònim que vol dir "les gents del registre" i designa un grup ètnic de Rússia que parla tàtar amb influència baixkir. El seu origen són les poblacions de tàtars, mixars, baixkirs, txuvaixos i altres autoritzades a establir-se a terres baixkirs després de la conquesta russa dels kanats del Volga a la meitat del segle xvi. Van pagar tributs als seus senyors baixkirs i pel seu suport al govern tsarista van rebre terres el 1737 i va tenir una reducció d'impostos. El segle xix foren dividits en 8 districtes i van haver de fer servei militar. Inicialment eren més aviat una classe social però van esdevenir grup ètnic al segle xix, si bé una part ha estat absorbida pels baixkirs. Al cens del 1858 hi havia més de 300.000 teptyars (d'un milió de baixkirs) però el 1927 només 27.387 persones es van declarar teptyars. Avui són considerats baixkirs tot i la seva herència cultural.